# No Ordinary Family
No Ordinary Family es una serie de televisión estadounidense de ABC. Es de una hora de duración, y es de tipo ciencia ficción, comedia, drama. Producida por ABC Studios desde 2010-11. El estreno de la serie en Estados Unidos fue el 28 de septiembre de 2010.
El programa se centra en los Powells, una típica familia americana que vive en Pacific Bay, California, los miembros de esta familia obtienen poderes especiales luego de que su avión se estrella en Brasil.

## Personajes
- James "Jim" Powell (Michael Chiklis): Un bocetista de policía que obtuvo super fuerza, puede saltar edificios. Cuando entra en contacto con el cinoxate sus poderes fallan.

- Sthepanie Powell (Julie Benz): Una científica que trabaja para Global Tech. Ella es súper rápida (puede recorrer una milla en 6 segundos) y posee un metabolismo muy rápido que le permite sanar fácilmente.

- Dapnhe Nicole Powell (Kay Panabaker): La hija de Jim y Sthepanie. Es telépata, puede leer las mentes y también puede ver los profundos recuerdos de las personas con tan solo tocarlos. Además puede crear pensamientos en las mentes de otras personas, a excepción de JJ.

- James "JJ" Powell (Jimmy Bennett): Un adolescente con una increíble inteligencia. Tiene la habilidad de leer rápidamente y retener grandes cantidades de información con solo leer la página (pero es solo capaz de recordarlo por 6 horas) También es capaz de aprender a hablar un nuevo idioma fluidamente en minutos. Sus poderes le dan un tipo de "visión de genio". Cuando se ve sexualmente atraído sus poderes no funcionan. También puede percibir el punto más débil de un oponente.

- Katie Andrews (Autumn Reeser): Técnica de laboratorio y la asistente personal de Sthepanie en Global Tech. Ella está enterada de los superpoderes de los Powell. Está saliendo con el observador (alias Will y después Joshua), pero ella no sabe que él fue contratado por el Dr. King para descubrir las asombrosas habilidades de los Powell.

- George St.Cloud (Romant Malco): Un asistente de fiscal de distrito en Pacific Bay, es un viejo amigo de Jim que también conoce sus superpoderes. Es un fanático de los cómics.

- Dr. Dayton King (Stephen Collins): El jefe de Sthepanie en Global Tech, conforme la serie avance será una figura clave en el universo de los Powell.